# Ramón Clemente
Ramón Clemente (Queens, New York, 11 de diciembre de 1985) es un baloncestista estadounidense que integró la selección de baloncesto de Puerto Rico y juega con los Cangrejeros de Santurce del Baloncesto Superior Nacional

## Carrera

### Universidad
Clemente empezó su carrera universitaria en Paris Junior College en Paris (Texas) jugando por dos años y ganando de costa a costa el Campeonato de Conferencia. Además, llega al McDonald's All-American Game. Fue elegido en el tercer equipo NCJAA All-American en el 2007 y en el National Junior College Athletic Association Division I All-American team.
Después de su año como Sophomore, Clemente continuó jugando al baloncesto universitario en Wichita State Shockers en Kansas y se terminó graduado con un grado en Justicia Criminal en 2009.

### Profesional
Inmediatamente después de graduarse de la universidad en 2009, Clemente jugó profesionalmente en Puerto Rico en el Indios de Mayagüez donde no logra disputar ningún partido.
En el año 2009 llega al Maccabi Ashdod B.C. de Israel para disputar la Liga Leumit por la temporada 2009-10 siendo esta su primera experiencia en el básquet internacional.
En el año 2010, tras un aceptable rendimiento, llega al Hapoel Yokneam Megido de Israel para disputar la Liga Leumit por la temporada 2010-11.
En el año 2010 llega al Maccabi Ser'er Yaakov de Israel para disputar la Liga Leumit por la temporada 2011-12, siendo que antes de finalizar la misma rescinde su contrato.
En el año 2010, tras un aceptable rendimiento, llega al Ironía Nahariya de Israel para disputar la Liga Leumit por la temporada 2012-13.
En el año 2013, tras un aceptable rendimiento, llega al Pallacanestro Mantovana de Italia para disputar la LNP Silver por la temporada 2013-14. Ganó los Play-Offs de la LNP Silver. 
En el año 2014, tras un gran campeonato, regresaa al Indios de Mayagüez de Puerto Rico para disputar la BSN por la temporada 2014-15.
En el año 2014, llega al Obras Sanitarias de Argentina para disputar la LNB por la temporada 2014-15. Disputando 60 encuentros y promediando 11,6 puntos y 7,9 rebotes por presentación. Esto generó que fuera convocado por su selección para el Preolímpico de México donde fue uno de los jugadores más productivos y regulares de Puerto Rico. Al publicarse la nómina para el Juego de las Estrellas de la LNB es convocado para arrancar como ala pívot titular del equipo de los extranjeros.
En el año 2015, llega al Club Ferro Carril Oeste de Argentina para reemplazar a DeAndre Coleman y disputar la LNB por la temporada 2015-16. El 21 de abril se publica la nómina para el Juego de las Estrellas de la LNB y es convocado por segundo año consecutivo para arrancar como ala pívot titular del equipo de los extranjeros. Al finalizar la temporada logró evitar el descenso con el equipo verdolaga estando a minutos de conseguir la clasificación a los play off de la LNB. Fue uno de los jugadores más importantes del equipo siendo que únicamente no disputó un partido de la temporada y es el único extranjero del equipo que disputó toda la liga con Ferro.

## Palmarés

### Campeonatos nacionales
- Actualizado hasta el 01 de mayo de 2016.

| Título     | Club                    | País        | Año         |
| ---------- | ----------------------- | ----------- | ----------- |
| BSN        | Indios de Mayagüez      | Puerto Rico | 2011 - 2012 |
| LNP Silver | Pallacanestro Mantovana | Italia      | 2013 - 2014 |

### Distinciones individuales
- Actualizado hasta el 01 de mayo de 2016.

| Club                  | Distinción                                                                | País           | Año  |
| --------------------- | ------------------------------------------------------------------------- | -------------- | ---- |
| Paris Junior College  | McDonald's All-American Game                                              | Estados Unidos | 2007 |
| Paris Junior College  | National Junior College Athletic Association Division I All-American team | Estados Unidos | 2007 |
| Hapoel Yokneam Megido | All Star Game                                                             | Israel         | 2010 |
| Hapoel Yokneam Megido | All Star Game Most Valuable Player                                        | Israel         | 2010 |
| Obras Sanitarias      | Juego de las Estrellas LNB                                                | Argentina      | 2015 |
| Ferro                 | Juego de las Estrellas LNB                                                | Argentina      | 2016 |